# Brzava
Brzava ili Bârzava je rijeka koja izvire u Rumunjskoj u sjevernim dijelovima rumunjskih Karpata, protječe kroz Srbiju gdje se nakon ukupno 166 km ulijeva u rijeku Timiš. Površina porječja rijeke Brzave je 1190 km2, od svoje duljine 127 km protječe kroz Rumunjsku, a 39 km kroz Srbiju. 
Završni dio rijeke Brzave pretvoren je u kanal, ali rijeka nije plovna, a rijeka je u Srbiji dio kanalnog sustava Dunav – Tisa – Dunav. 

## Vanjske poveznice
|  | Zajednički poslužitelj ima još gradiva o temi Brzava |